# 넙도국민학교 대장구도분실
넙도국민학교 대장구도분실은 대한민국 전라남도 완도군 노화읍 내리에 있었던 국민학교 분실이다.

## 연혁
- 일자미상 넙도국민학교 대장구도분실 개설 인가
- 1965년 4월 1일 대장구도분실 개설
- 1967년 4월 1일 도서벽지학교 '을'급 지정
- 1983년 3월 1일 폐실 및 넙도국민학교 통폐합